# Крыканов, Вячеслав Викторович
Вячеслав Викторович Крыканов (3 января 1971, Москва, СССР) — советский и российский футболист, вратарь.

## Карьера
Крыканов начал заниматься футболом с 7 лет в СДЮШОР № 3 Советского района Москвы. Ныне она называется ФШ «Чертаново». В 1989 году провёл один матч за клуб «Красная Пресня». Далее выступал за «Звезду», после чего за «Пресню». После чего играл за клуб «Звезда-Русь». В 1993 году перешёл в камышинский «Текстильщик», за который дебютировал 7 августа 1993 года в выездном матче 23-го тура высшей лиги против сочинской «Жемчужины», пропустив три мяча. В следующем сезоне 18 мая 1994 года провёл «сухой» матч против «Динамо-Газовика». Далее играл за липецкий «Металлург» и «Мосэнерго». В 2000 году выступал за казахстанский клуб «Аксесс-Голден Грейн». Далее выступал за «Арсенал». Перешёл во владимирское «Торпедо», в котором играл до 2006 года, где и завершил профессиональную карьеру. В 2007 году играл в Первенстве ЛФЛ за команду «Боевое братство» Пушкино. С 2009 по 2010 годы работал тренером вратарей в клубе «Локомотив-2». Далее работал тренером вратарей в академии столичного «Локомотива». В августе 2020 года вошел в тренерский штаб Олега Стогова в «Муроме».

## Достижения

### Личные
- Лучший вратарь второго дивизиона ПФЛ (зона «Запад»): 2004.